# Prosecco

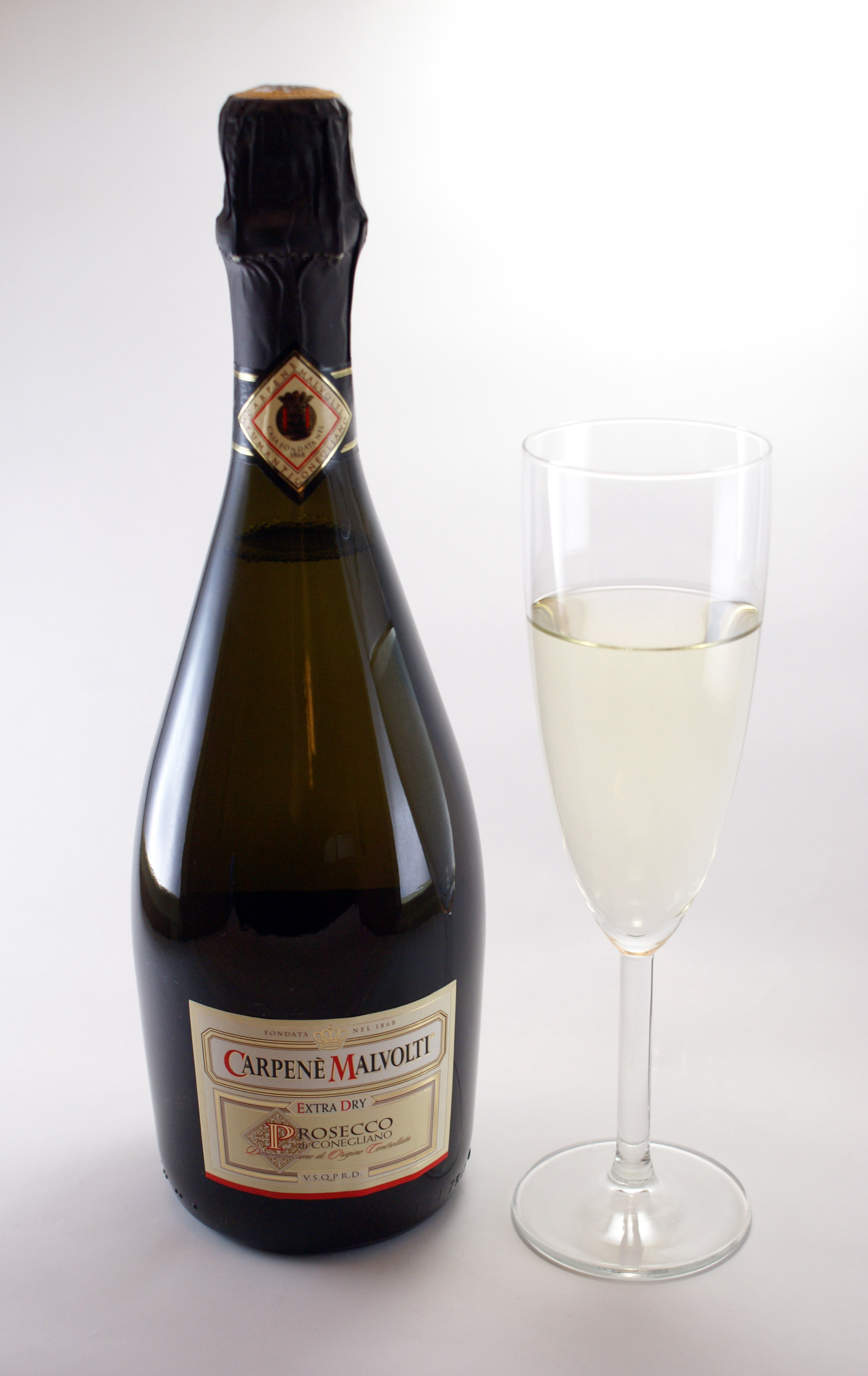
Víno Prosecco di Conegliano spumante a sklenice vína Prosecco frizzante

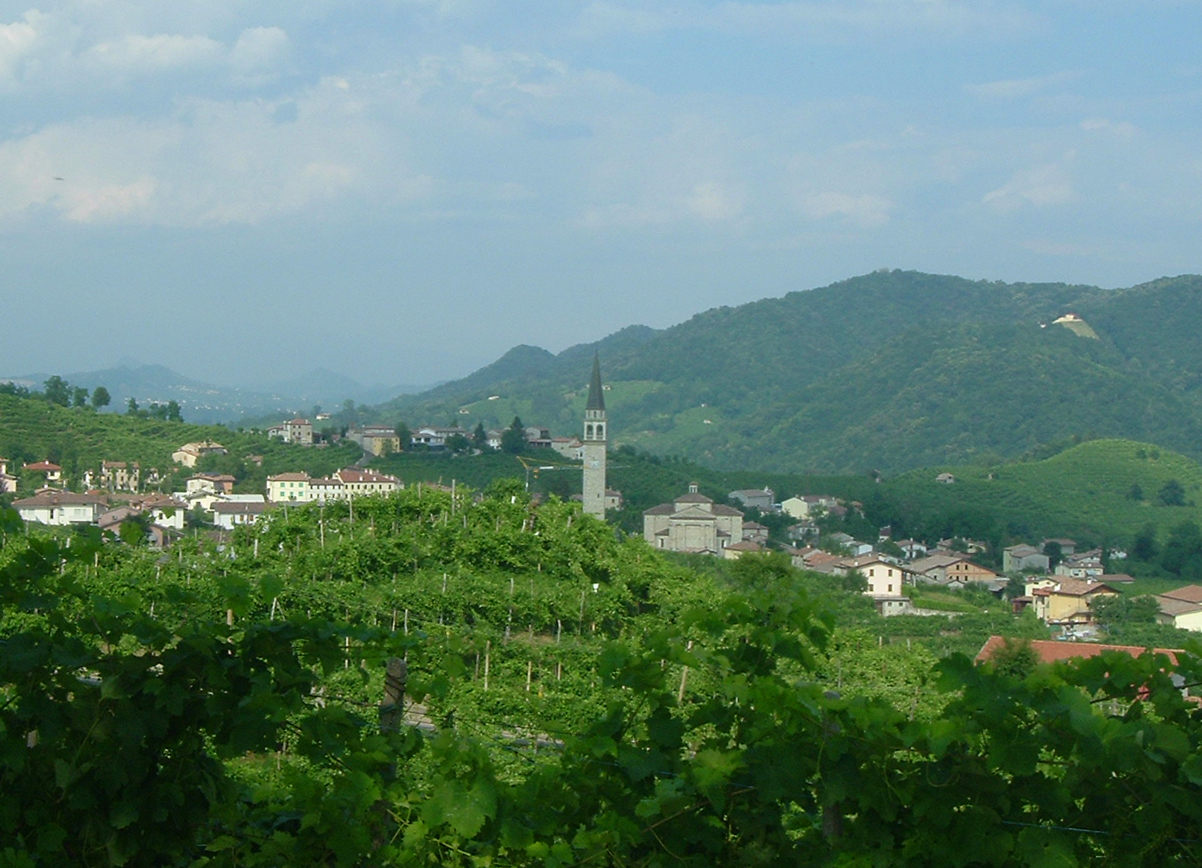
Vinohrady v oblasti Prosecco

Prosecco je název italského vína, dříve též název bílé odrůdy vinné révy. Název je odvozen od vesnice, která je součástí Terstu v severní Itálii. Od roku 2010 smí být Prosecco užíváno jen k označování původu vína, odrůda se nyní jmenuje Glera.
Prosecco s ochranou původu DOC (Denominazione di origine controllata, čes. „kontrolovaného označení původu“) se vyrábí z odrůdy Glera (které musí mít minimálně 85 %) v devíti provinciích regionů Benátsko (Veneto) a Furlansko-Julské Benátsko (Friuli Venezia Giulia). Prosecco Superiore DOCG („Denominazione di Origine Controllata e Garantita“, čes. „kontrolovaného a garantovaného označení původu“) existuje ve dvou variantách: Prosecco Conegliano Valdobbiadene Superiore DOCG, které může pocházet jedině z provincie Treviso regionu Veneto z oblasti mezi městy Conegliano a Valdobbiadene (severně od města Treviso), a menší Asolo Prosecco Superiore DOCG, vyráběné poblíž města Asolo.
Prosecco se vyrábí jako víno šumivé (spumante) nebo perlivé (frizzante), ale povolená je i výroba vína tichého (tranquillo). Bublinky získává Prosecco díky použití Charmatovy metody – druhotné kvašení probíhá v uzavřených ocelových tancích, nikoli v láhvi jako u klasické „šampaňské“ metody. Převážně jde o bílé víno, od roku 2020 je ale povolená v oblasti DOC i růžová varianta, která musí obsahovat odrůdu Glera smíchanou s 10–15 % modré odrůdy Pinot Noir.
Prosecco je hlavní přísadou koktejlu Bellini a může být levnější náhradou za šampaňské víno. Je také klíčovou ingrediencí spritzu, koktejlu oblíbeného na severu Itálie.

## Zajímavosti
- Kopcovitá krajina s vinicemi okolo měst Conegliano a Valdobbiadene byla v roce 2019 zapsána na seznam světového kulturního dědictví UNESCO.
- V lednu 2024 došlo v italské věznici pro mladistvé k incidentu, jehož příčinou byl nízký příděl Prosecca na přípitek k Novému roku.[6]